# Книга пяти колец
«Книга пяти колец» (яп. 五輪書, Горинносё) — философский трактат, написанный в XVII веке самураем Миямото Мусаси. Книга посвящена искусству стратегии. В ней описаны различные школы владения мечом, сказано каким видом оружия где и когда нужно пользоваться. Также, в этом трактате сказано, что самурай отличается от обычного человека тем, что, в случае опасности, он должен не только защититься от противника, но и победить его. «Книга пяти колец» — своеобразный учебник по кэндзюцу, описывающий основные приёмы использования меча катана. Этот трактат до сих пор изучается мастерами боевых искусств. Однако, данная книга описывает не только схватку один на один, но и глобальные войны и прочие виды конфликтов, о чём говорит Мусаси в предисловии. Помимо этого, она может быть полезна и в постижении других наук и ремёсел.

## Структура
Книга состоит из пяти частей:
1. Книга Земли — описывает сущность Пути военного искусства.
2. Книга Воды — описывает учение Единой школы Мусаси.
3. Книга Огня — описывает сам бой.
4. Книга Ветра — описывает традиции и особенности других школ военного искусства.
5. Книга Пустоты — описывает согласие с естеством и сам Путь военного искусства.

## Переводы
на русский
1. Миямото Мусаси. Книга пяти колец. Перевод и примечания А. А. Мищенко (1997). Многократно переиздавался и продолжает переиздаваться издательством «Евразия». Вероятно, перевод английского перевода.
2. Миямото Мусаси. Книга пяти колец. Перевод со старояпонского В. В. Малявина (2002) в кн. «Боевые искусства: Китай, Япония». М.: «АСТ», «Астрель», 2004. Перевод осуществлён известным отечественным китаеведом, так что в переводе с японского встречаются спорные моменты[источник не указан 507 дней].
3. Миямото Мусаси. Книга пяти колец. Перевод со старояпонского А. Г. Фесюна (2002). Опубликован издательством «Серебряные нити», позже − издательством «Азбука» (2004) и ЗАО «Бизнеском» (2012).
4. Миямото Мусаси. Книга пяти колец. Перевод с английского Е. Мирошниченко (С английского перевода Томаса Клири). «София» 2012.
5. Миямото Мусаси. Книга пяти колец. Перевод И. Н. Мизининой (2014). Вероятно, перевод английского перевода.